# Apollodor (Epistratege)
Der Grieche Apollodor(os) bekleidete zwischen 131 und 124 v. Chr. hohe Ämter unter Ptolemaios X. Später war er Epistratege des Großraumes um die ägyptische Stadt Theben. Möglicherweise war Apollodoros Vater des Helenos.